# Ugasi me
Ugasi me är Indira Radićs tredje album och sista med Južni Vetar, som släpptes år 1994.

## Låtlista
1. Ugasi me (Sätt mig ut)
2. Evo ti ruka, vodi me (Här är min hand, leder mig)
3. Zaljubljena momka dva (Kär i två killar)
4. Gde si sada? (Var är du nu?)
5. Zašto sam se rodila? (Varför föddes jag?)
6. Oči moje, što se zaplakale (Mina ögon, som grät)
7. Moja će te ljubav stići (Min kärlek kommer att anlända)
8. Još te pamte moje ruke (Fortfarande minns jag mina händer)

### Fotnoter
1. ↑  ”Indira Radić - Ugasi me”. Discogs. http://www.discogs.com/Indira-Radi%C4%87-i-Ju%C5%BEni-Vetar-Ugasi-Me/master/256163. Läst 23 mars 2013.